# Arthur Synnberg
Arthur Synnberg (* 1857 in Itzehoe; † 1920) war ein Fotograf. Er stammte aus Deutschland, verbrachte aber sein Berufsleben in der Schweiz.

## Leben
Emil Christian Arthur Synnberg war eines von sechs Kindern des Fotografenehepaars Emil Johann Heinrich und Auguste Henriette Synnberg. Die Familie siedelte 1875 von Deutschland in die Schweiz über; schon im folgenden Jahr starb der Vater aber an Tuberkulose. Arthur Synnberg übernahm deshalb dessen Fotoatelier in Burgdorf, während seine Mutter zunächst das Basler Atelier weiterführte, mit dem man die Arbeit in der Schweiz begonnen hatte. Doch schon im Oktober 1876 zog auch Auguste Henriette Synnberg nach Burgdorf und begann dort mit Arthur Synnberg zusammenzuarbeiten. 1879 verließ Arthur Synnberg Burgdorf und übernahm das Atelier des Fotografen Hans Hamann in Luzern. 1881 porträtierte er dort unter anderem Ludwig II. von Bayern und Josef Kainz und führte fortan den Titel eines Königlichen Hofphotographen. Ruedi Gisler-Pfrunder vermutet, dass Synnberg erst im Nachhinein erfuhr, welch prominente Kunden er in zum Teil recht vertraulichen Posen abgelichtet hatte.
1882 versuchte Synnberg, eine Filiale in Aarau zu etablieren, indem er dort das Atelier Johann Bolligers übernahm. Dies glückte jedoch offenbar nicht, sodass er schon im selben Jahr dieses Atelier wieder aufgab. Offenbar war aber auch sein jüngerer Bruder Alwin in Aarau als Fotograf tätig, denn 1883 berichtete die Presse von einer Fälscherbande, die österreichische Banknoten nachgeahmt habe. Festgenommen worden seien unter anderem die Fotografen «Georges Kock» und Alwin Synnberg in Aarau sowie Arthur Synnberg und Joseph Büttig in Luzern.
Neben seinem Fotoatelier richtete Arthur Synnberg 1886 zusammen mit Stephan Rüttger (1842–1909) eine lithographische Anstalt ein. Sie firmierte unter «Synnberg & Rüttger».
Auch dieses Unternehmen wurde ungesetzlicher Machenschaften beschuldigt: Die Gebrüder Eglin warfen Synnberg & Rüttger eine Urheberrechtsverletzung vor. Es ging dabei um Reproduktionen der Giebelbilder der Spreuerbrücke. Diese Bilder eines Totentanzes waren im 17. Jahrhundert von Kaspar Meglinger gemalt und 1867 im Lichtdruckverfahren von den Gebrüdern Eglin reproduziert worden. Zu diesem Zweck hatten die Gebrüder Eglin die Bilder von ihrem Originalstandort entfernen dürfen. 1883 hatten sie ihre Reproduktionen in zweiter Auflage noch einmal auf den Markt gebracht. Synnberg & Rüttger hatten später ebenfalls den Antrag gestellt, die Originalbilder zwecks Reproduktion von der Brücke abnehmen zu dürfen, waren damit aber gescheitert. Dennoch hatten sie 1889 ebenfalls Reproduktionen der Bilder auf den Markt gebracht. Die Gebrüder Eglin hatten sie daraufhin verklagt, als Vorlagen nicht die Originalbilder an der Brücke, sondern die Eglinschen Lichtdrucke verwendet zu haben. Ein Rekurs wurde abgewiesen.
Das Fotoatelier in der Bruchstrasse übergab Arthur Synnberg 1891 seinem jüngeren Bruder Emil, wohingegen er noch bis etwa 1903 Teilhaber der lithographischen Anstalt blieb. Außerdem handelte er ungefähr ab der Jahrhundertwende mit Hotelbedarf, Grammophonen und Automaten. Zu seinen Lehrlingen gehörte Alois Ettlin. Werke Synnbergs befinden sich im Staatsarchiv Uri.

## Bilder

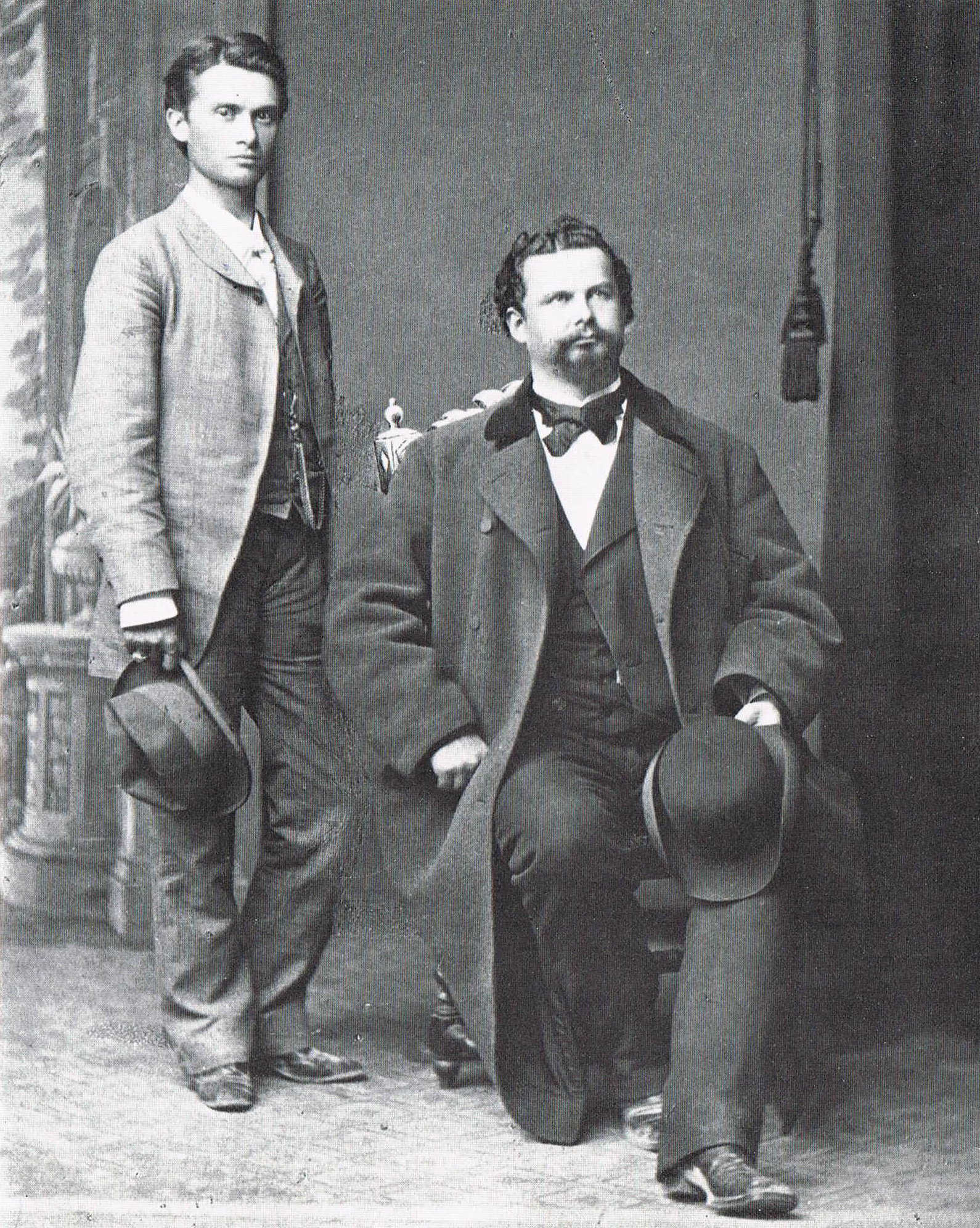
Kainz’ Hand, die dieser dem König auf die Schulter gelegt hatte, wurde bei diesem Abzug wegretuschiert.
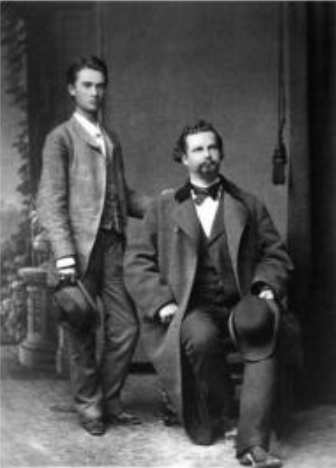
Unretuschierte Version
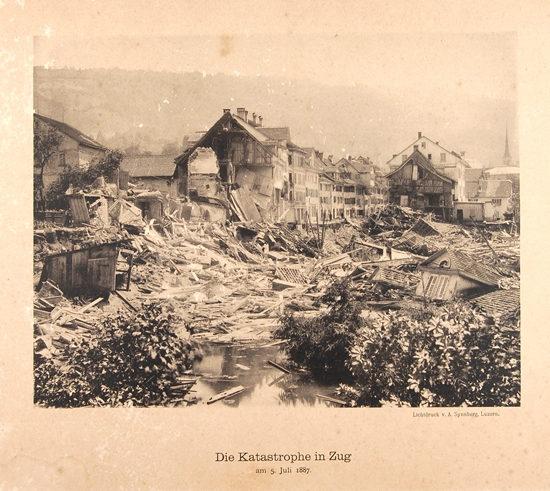
Die Katastrophe in Zug am 5. Juli 1887, Lichtdruck von Arthur Synnberg